# Pierre de la Mère de Dieu
Pour les articles homonymes, voir Pierre de la Mère de Dieu (homonymie).
Pierre de la Mère de Dieu (1635-1705) est un carme déchaux français, traducteur et auteur de quelques ouvrages sur Thérèse d'Avila. Il ne doit pas être confondu avec Abraham Bertius, autre déchaux portant le même nom de religion.

## Biographie
Pierre de la Mère de Dieu est né à Saint-Omer (France), dans les Pays-Bas espagnols, en 1635. À l'âge de quinze ans, il est entré dans la province wallo-belge des carmes déchaussés, dont il deviendra, par la suite et à plusieurs reprises, définiteur. À l'époque du traité de Nimègue, qui voit, en 1678, la cession des places-fortes du Nord au roi de France, il obtient de Louis XIV l'appui nécessaire pour fonder un couvent à Valenciennes, le 4 août 1680. Il sera le premier prieur de cette communauté, avant de décéder à Douai, le 1er avril 1705.

## Postérité
Excellent prédicateur, Pierre a laissé le souvenir d'un religieux sobre, supportant patiemment diverses infirmités. Polyglotte, il possédait parfaitement le français, le flamand, l'allemand, l'anglais et l'espagnol. Vers 1689, il a traduit de cette langue en français des lettres de Thérèse d'Avila, annotées par Pierre de l'Annonciation (carme déchaux navarrais, professeur à l'université de Pampelune), qui avait lui-même complété l'édition réalisée par l'évêque d'Osma, Juan Palafox y Mendoza (1600-1659). À une époque indéterminée, Pierre a également rédigé une biographie de la réformatrice du Carmel, ainsi qu'un manuel de piété en son honneur.

### Œuvres
- Vie de Sainte Thérèse, Douai, s. d.
- Pratique de dévotion envers Sainte Thérèse, Douai, s. d.
- Lettres de Sainte Thérèse; avec les remarques du P. Pierre de l'Annonciation, traduit de l'Espagnol..., Lille, François Fievet, 1698.

### Études
- J.-N. Paquot, « Pierre de la Mère de Dieu », Mémoires pour servir l'histoire littéraire des dix-sept provinces des Pays-Bas, de la principauté de Liège, et de quelques contrées voisines, Louvain, Imprimerie Académique, t. III,‎ 1770, p. 115 col. 2 - 116 col. 1 (lire en ligne).